# Andrija Vukčević
Andrija Vukčević (in serbo Андрија Вукчевић?; Podgorica, 11 ottobre 1996) è un calciatore montenegrino, difensore del Preston N.E..